# Aeneator elegans
Aeneator elegans is een slakkensoort uit de familie van de Buccinidae. De wetenschappelijke naam van de soort is voor het eerst geldig gepubliceerd in 1917 door Suter.